# Africada sibilant alveolar sonora
L'africada alveolar sonora, transcrita [dz] en l'alfabet fonètic internacional, és un so de la parla que està present a algunes llengües com l'alemany, l'esperanto o el japonès, essent un dels fonemes africats més freqüents. És un so africat, cosa que vol dir que combina una pausa amb una fricció de l'aire en la seva articulació. És alveolar perquè la llengua puja per tocar la part del darrere de les dents. És una consonant pulmonar i oral. S'acostuma a escriure amb una lligadura ([d͡z]) per indicar que es tracta d'un sol so i no únicament la conjunció de dos. En català apareix aquest so, com es veu a atzar. L'articulació pot variar segons els dialectes, fent més o menys dental el so (tal com passa amb el so [d]) o bé apropant-se al so africat palatal.